# Parrish (Alabama)
Parrish es un pueblo ubicado en el condado de Walker en el estado estadounidense de Alabama. En el censo de 2000, su población era de 1.268.

## Demografía
En el 2000 la renta per cápita promedia del hogar era de $ 21.711$, y el ingreso promedio para una familia era de 26.193$. El ingreso per cápita para la localidad era de 11.270$. Los hombres tenían un ingreso per cápita de 25.341$ contra 16.900$ para las mujeres.

## Geografía
Parrish está situado en 33°43′57″N 87°16′45″O / 33.73250, -87.27917 (33.732477, -87.279291).
Según la Oficina del Censo de los EE. UU., la ciudad tiene un área total de 2.10 millas cuadradas (5.43 km²).